# Kenan Sofuoğlu

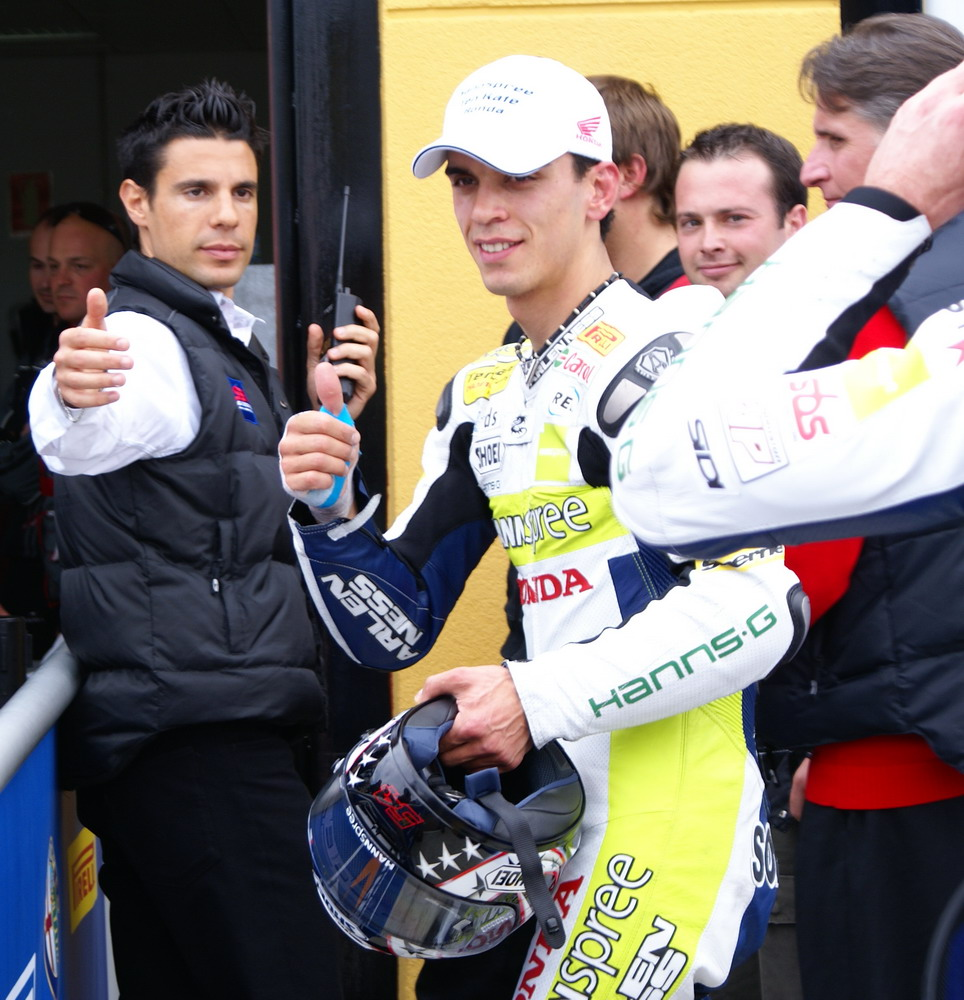
Kenan Sofuoğlu

Kenan Sofuoğlu (* 25. August 1984 in Adapazarı) ist ein ehemaliger türkischer Motorradrennfahrer.
2007 gewann er auf Honda die Supersport-Weltmeisterschaft und wurde damit erster türkischer Motorrad-Weltmeister der Geschichte; 2010, 2012, 2015 und 2016 konnte er diesen Erfolg wiederholen.

## Karriere

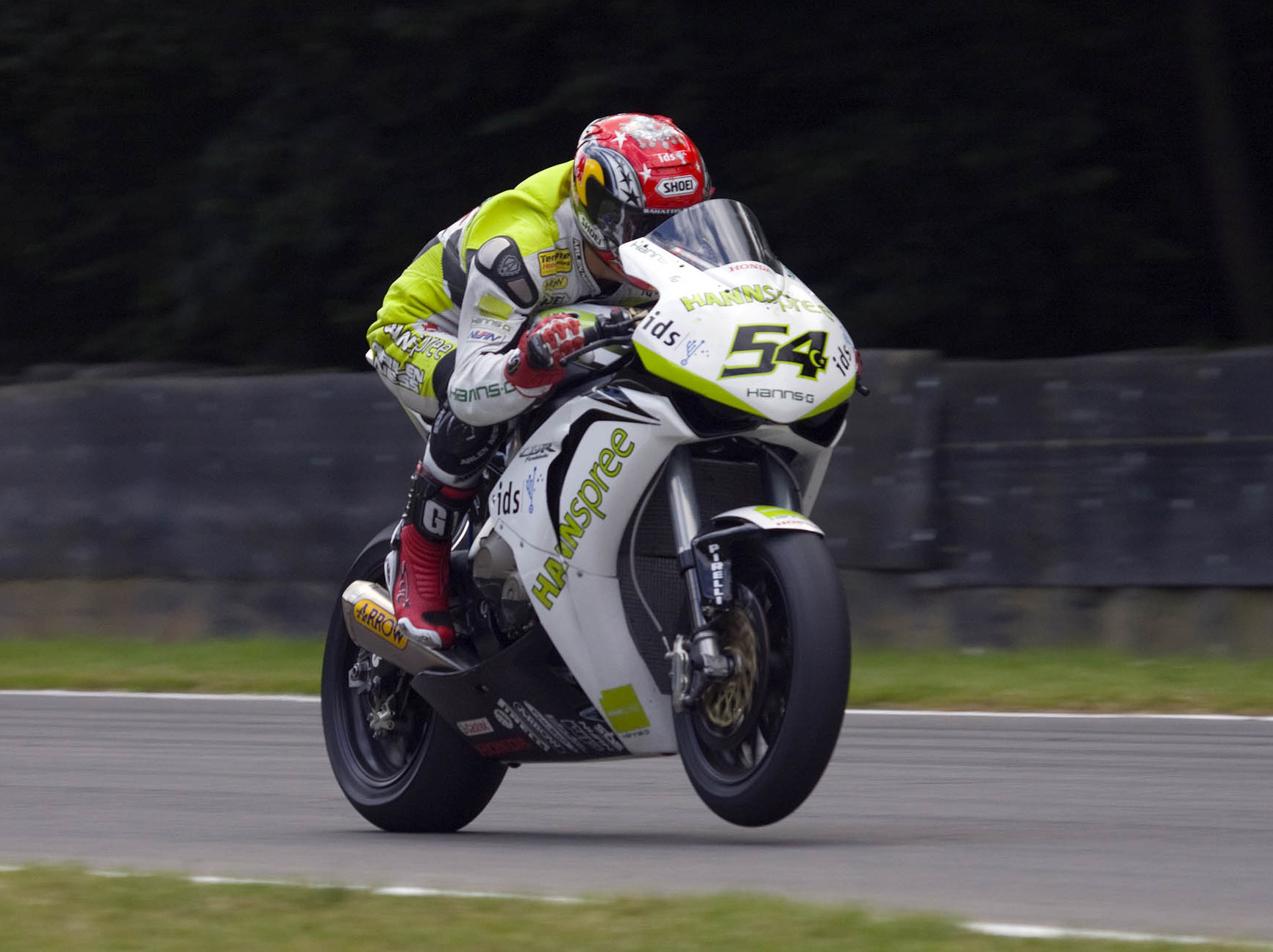
Kenan Sofuoğlu auf Honda CBR1000RR in Brands Hatch (2008)

Der in Sakarya / Türkei lebende Kenan Sofuoğlu gewann 2002 den Yamaha-Cup und wurde 2005 hinter Didier Van Keymeulen Zweiter im FIM Superstock 1000 Cup. Zur Saison 2006 stieg er in die Supersport-Weltmeisterschaft auf, wo er für den niederländischen Rennstall Ten Kate Honda auf einer Honda CBR 600 RR startete. Nach dem dritten WM-Rang in seiner ersten WM-Saison sicherte sich Sofuoğlu 2007 im selben Team überlegen den Weltmeistertitel. Er stellte mit acht Siegen und insgesamt zwölf Podestplätzen aus 13 Rennen und 276 WM-Punkten einen neuen Rekord für diese Klasse auf und wurde der erste türkische Motorrad-Weltmeister überhaupt.
Zur Saison 2008 wechselte Kenan Sofuoğlu innerhalb des Ten-Kate-Teams in die Superbike-Weltmeisterschaft, wo er eine der Honda CBR1000RR pilotierte. In den ersten Rennen fuhr der Türke konstant unter die besten 15. Während der fünften Saisonveranstaltung im italienischen Monza erreichte Sofuoğlu die Nachricht vom Tod seines Bruders Sinan, woraufhin er sofort die Rennstrecke verließ und zu seiner Familie reiste. Danach zeigte er sehr inkonstante Leistungen; seine beste Platzierung war Rang neun beim ersten Rennen im französischen Magny-Cours. Bei der letzten Saisonveranstaltung in Portimão in Portugal startete Kenan Sofuoğlu wieder in der Supersport-Klasse und gewann das Rennen vor Teamkollege Andrew Pitt.
Zur Saison 2009 wechselte Sofuoğlu innerhalb des Ten-Kate-Honda-Teams endgültig zurück in die Supersport-Klasse und fuhr mit drei Laufsiegen auf Gesamtrang drei hinter Cal Crutchlow und Eugene Laverty, zudem verbesserte er seine Anzahl von Siegen auf 14 und wurde damit der siegreichste Pilot der Supersport-WM. Im Jahr 2010 fuhr Sofuoğlu an der Seite seines italienischen Teamkollegen Michele Pirro erneut für Ten Kate in der Supersport-Klasse und wurde zum zweiten Mal Weltmeister. Er beendete zwar jedes der 13 Rennen auf dem Podest, hatte aber im Endklassement trotzdem nur elf Zähler Vorsprung auf den zweitplatzierten Iren Eugene Laverty.
Nach Beendigung der Saison verließ Kenan Sofuoğlu sein langjähriges Rennteam, um in die Moto2-Klasse der Motorrad-Weltmeisterschaft zu wechseln. Die letzten beiden Rennen der Saison 2010 startete er für das Team Technomag-CIP, wo er anstelle des tödlich verunglückten Shōya Tomizawa eine Suter pilotierte. Bereits bei seinem ersten Grand Prix überhaupt, im portugiesischen Estoril, belegte er dabei den fünften Platz.
In der Saison 2011 startete Sofuoğlu in der Moto2-Klasse weiterhin für das Team Technomag-CIP auf Suter. Sein Teamkollege war der Schweizer Dominique Aegerter. Bei der Dutch TT in Assen fuhr er mit Rang zwei hinter Marc Márquez die erste Podiumsplatzierung seiner Karriere in dieser Klasse ein. 
In der Saison 2012 fuhr er wieder in der Supersport-Klasse. Er wurde zum dritten Mal Weltmeister und zum alleinigen Rekordhalter in dieser Kategorie.
Er holte sich in der Saison 2015 im vorletzten Rennen seinen vierten Weltmeistertitel. Diesen Titel widmete er seinem verstorbenen Sohn Hamza. 2016 schaffte er es, den Titel zu verteidigen, was vor ihm nur Sébastien Charpentier gelungen war. 2017 verpasste Sofuoğlu die ersten beiden Rennwochenenden nach einem Unfall und stürzte bei seinem ersten Saisonstart im dritten Rennen abermals, dann gewann er fünf der nächsten sechs Rennen und übernahm die WM-Führung von Lucas Mahias. Beim Qualifying in Magny-Cours verletzte er sich jedoch erneut und fiel für das nächste Rennen aus. In dieser Zeit fuhr Mahias einen fünften und einen vierten Platz ein, womit Kenan zum Saisonfinale auf dem Losail International Circuit mit 20 Punkten Rückstände immer noch eine theoretische Titelchance hatte. Gegen die Warnung der Ärzte nahm er am Rennen teil und fuhr auf den dritten Platz, was allerdings zum Titel nicht reichte.
Nach einem weiteren schweren Sturz zum Beginn der Saison 2018 beendete er seine Karriere frühzeitig und kündigte an, sich in Zukunft auf seine Karriere als Manager und Teambesitzer von Puccetti Kawaski zu konzentrieren. Seine jetzigen Schützlinge sind Toprak Razgatlıoğlu (Superbike), sein Neffe zweiten Grades Bahattin Sofuoğlu sowie Can (beide Supersport) und Deniz Öncü (Moto2).
Sein zweiter Sohn Zayn wurde 2019 geboren.

## Geschwindigkeitsrekord
Am 30. Juni 2016 stellte Sofuoğlu mit einer modifizierten Kawasaki Ninja H2R einen neuen inoffiziellen Landgeschwindigkeitsweltrekord für Serienmotorräder auf. Dieser wurde auf der Osman-Gazi-Brücke, die die viertgrößte Hängebrücke der Welt ist und sich über den Golf von Izmit erstreckt, durchgeführt. Der Rekordversuch wurde aufgrund von Witterungsverhältnissen schon um 5.00 Uhr Morgens durchgeführt und Sofuoğlu erreichte mit der Maschine die 400-km/h-Marke.

## Privates
Sofuoğlus Interesse am Motorsport wurde durch seinen Vater geweckt, der seit 1965 einen Motorradladen betrieb, zunächst in Akyazı und nach einem Umzug 1992 in Adapazarı. Zwei weitere Söhne von ihm, Bahattin Sofuoğlu und Sinan Sofuoğlu, waren ebenfalls als Rennfahrer aktiv, starben jedoch früh bei einem Verkehrs- und einem Motorradunfall.
Kenan Sofuoğlu ist verheiratet mit der Niederländerin Julia Looman und lebt in Grevenbroich, zeitweise aber auch in seiner türkischen Geburtsstadt Adapazarı. Am 24. Juni 2018 wurde er als Abgeordneter der AKP für die Provinz Sakarya in die Große Nationalversammlung der Türkei gewählt.

## Statistik
- 2000 Gesamtsieg in der türkischen Supersport-Meisterschaft
- 2001 Platz drei in der türkischen Supersport-Meisterschaft
- 2002 Gesamtsieg im deutschen Yamaha-Cup
- 2003 Platz zwei in der IDM Supersport
- 2004 Platz drei in der Superstock-1000-EM
- 2005 Platz zwei im FIM Superstock 1000 Cup
- 2006 Platz drei in der Supersport-WM
- 2007 Supersport-Weltmeister
- 2008 Platz 18 in der Superbike-WM
- 2008 Platz 19 in der Supersport-WM
- 2009 Platz drei in der Supersport-WM
- 2010 Supersport-Weltmeister
- 2010 Platz 29 in der Moto2-Weltmeisterschaft
- 2011 Platz 17 in der Moto2-Weltmeisterschaft
- 2012 Supersport-Weltmeister
- 2013 Vize-Weltmeister in der Supersport-WM
- 2015 Supersport-Weltmeister
- 2016 Supersport-Weltmeister
- 2017 Vize-Weltmeister in der Supersport-WM